# Hannah Teter
Hannah Teter   (Belmont, 27 de gener de 1987) és una esquiadora estatunidenca especialitzada en surf de neu i posseïdora de dues medalles olímpiques.

## Biografia
Va néixer el 27 de gener de 1987 a la ciutat de Belmont, població situada a l'estat de Vermont.

## Carrera esportiva
Va participar, als 19 anys, en els Jocs Olímpics d'Hivern de 2006 realitzats a Torí (Itàlia), on contra tot pronòstic aconseguí guanyar la medalla d'or en la prova de migtub. En els Jocs Olímpics d'Hivern de 2010 realitzats a Vancouver (Canadà) aconseguí guanyar la medalla de plata en aquesta disciplina.
Al llarg de la seva carrera ha guanyat una medalla de bronze en el Campionat del Món de l'especialitat l'any 2005. També ha destacat als Winter X Games, amb nou medalles, una d'or, dues de plata i sis de bronze, entre el 2003 i el 2018.